# Східна провінція (Об'єднані провінції Південної Америки)

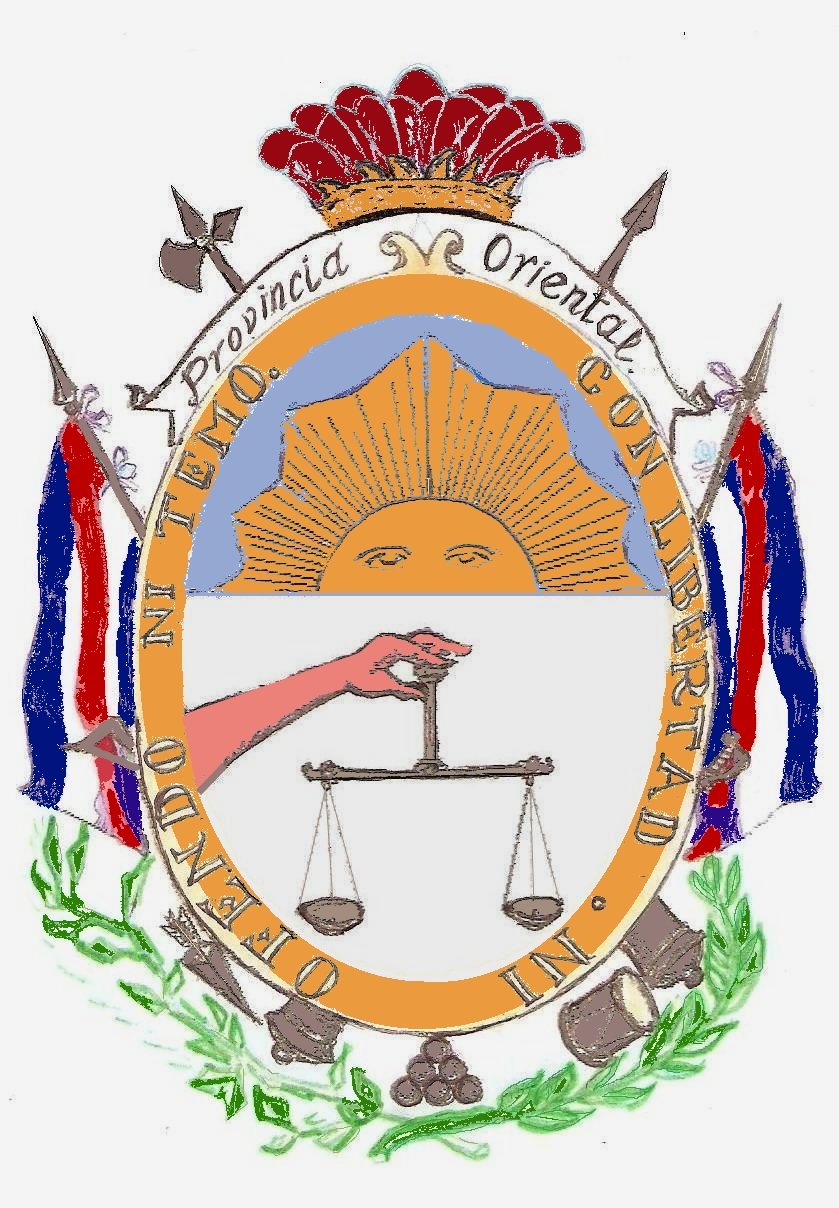
Розроблений Артігасом герб Східної провінції

Східна провінція (ісп. Provincia Oriental) — провінція Об'єднаних провінцій Ріо-де-ла-Плати, що згодом стала незалежною державою Уругвай.
Травнева революція 1810 року призвела до відсторонення від влади іспанського віце-короля Ріо-де-ла-Плати, віце-королівство було перетворено в Сполучені провінції Ріо-де-ла-Плати. Прийшовши до влади в жовтні 1812 року Другий тріумвірат скликав в січні 1813 року «Асамблею 13-го року», яка мала проголосити незалежність від Іспанії і визначити державний устрій нової країни. На Асамблеї зіткнулися ідеї двох груп: «унітаристів», що стояли за сильну вертикаль влади, і «федералістів», які орієнтувалися на модель Сполучених Штатів Америки.
Делегати від Східної смуги, чиїм лідером був Хосе Хервасіо Артігас, зажадали виділення Східної смуги в окрему провінцію. 7 березня 1814 року Верховний директор Сполучених провінцій Хервасіо Антоніо де Посадас, законодавчо оформляючи фактичне положення, видав декрет про створення Східної провінції. Через те, що в той момент губернаторство Монтевідео ще перебувало під контролем роялістів, декрет не встановлював столицю провінції.
1817 року Східну провінцію окупувало Сполучене королівство Португалії, Бразилії і Алгарве. 18 липня 1821 року Східна провінція була офіційно приєднана Бразилією і отримала назву Сісплатина.
В серпні 1825 року тридцять три Орієнтальці підняли повстання в Сісплатині, що призвело до аргентино-бразильської війни. 1828 року, відповідно до договору в Монтевідео, колишня Східна провінція стала незалежною державою Уругвай.